# Blandy (Seine-et-Marne)
Blandy település Franciaországban, Seine-et-Marne megyében. Lakosainak száma 769 fő (2022. január 1.). Blandy Saint-Méry, Sivry-Courtry, Champeaux, Châtillon-la-Borde, Fouju és Moisenay községekkel határos.

## Népesség
A település népességének változása:
| Lakosok száma | 701  | 707  | 730  | 739  | 741  | 749  | 782  | 775  | 769  |
|               | 2013 | 2015 | 2016 | 2017 | 2018 | 2019 | 2020 | 2021 | 2022 |